# Kostolná Ves
Kostolná Ves este o comună slovacă, aflată în districtul Prievidza din regiunea Trenčín. Localitatea se află la altitudinea de 358 m deasupra n.m., se întinde pe o suprafață de 3,74 km2 și în 2017 număra 461 de locuitori.

## Istoric
Localitatea Kostolná Ves este atestată documentar din 1332.

## Demografie
| An:                | 1994 | 2004   | 2014   | 2024    |
| ------------------ | ---- | ------ | ------ | ------- |
| Număr de persoane: | 459  | 467    | 445    | 499     |
| Diferență:         |      | +1,74% | −4,71% | +12,13% |

| An:                | 2023 | 2024   |
| ------------------ | ---- | ------ |
| Număr de persoane: | 507  | 499    |
| Diferență:         |      | −1,57% |